# Kämmerer von Worms

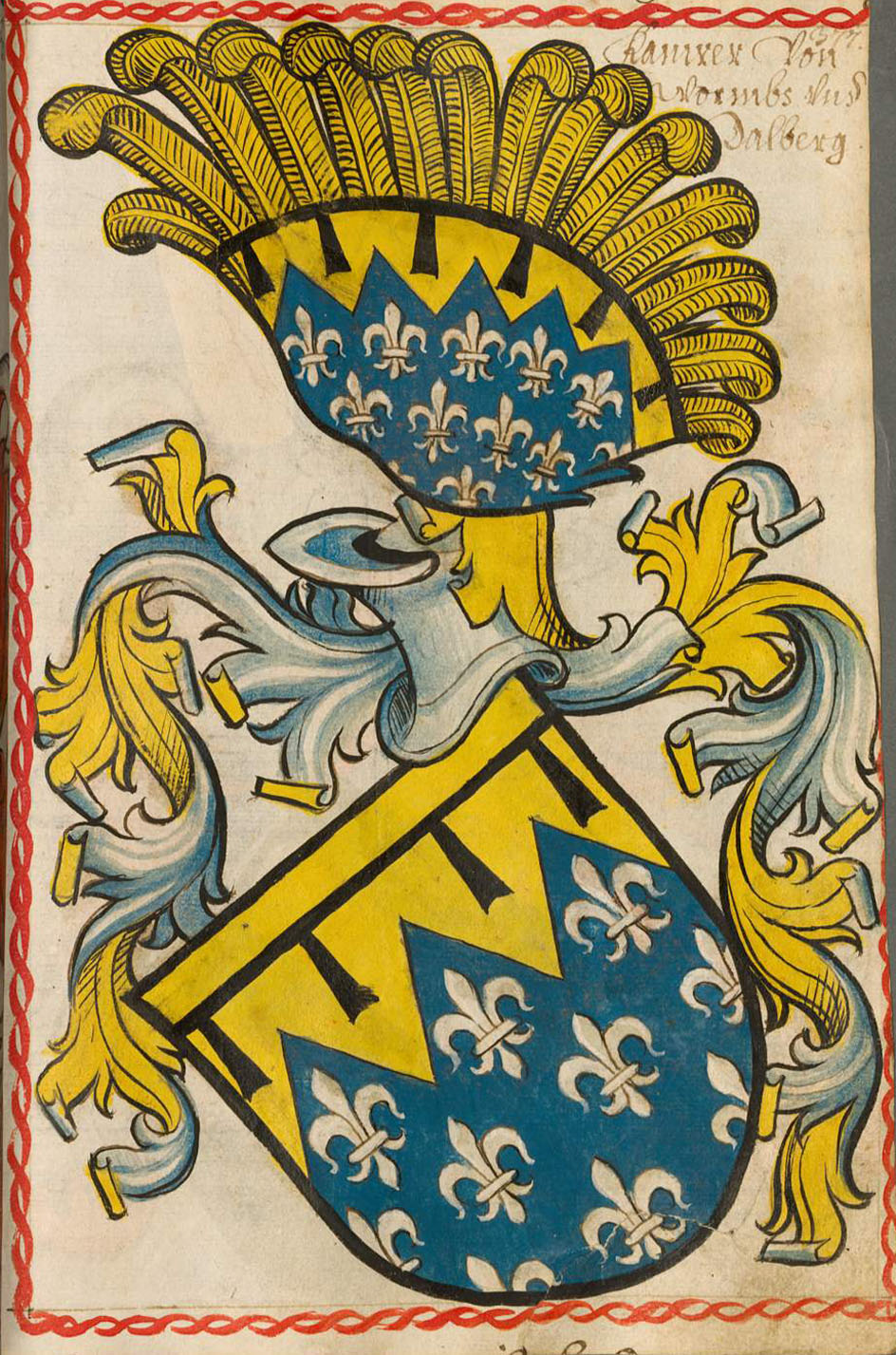
Wappen der Kämmerer von Worms
Scheiblersches Wappenbuch
1450–1480

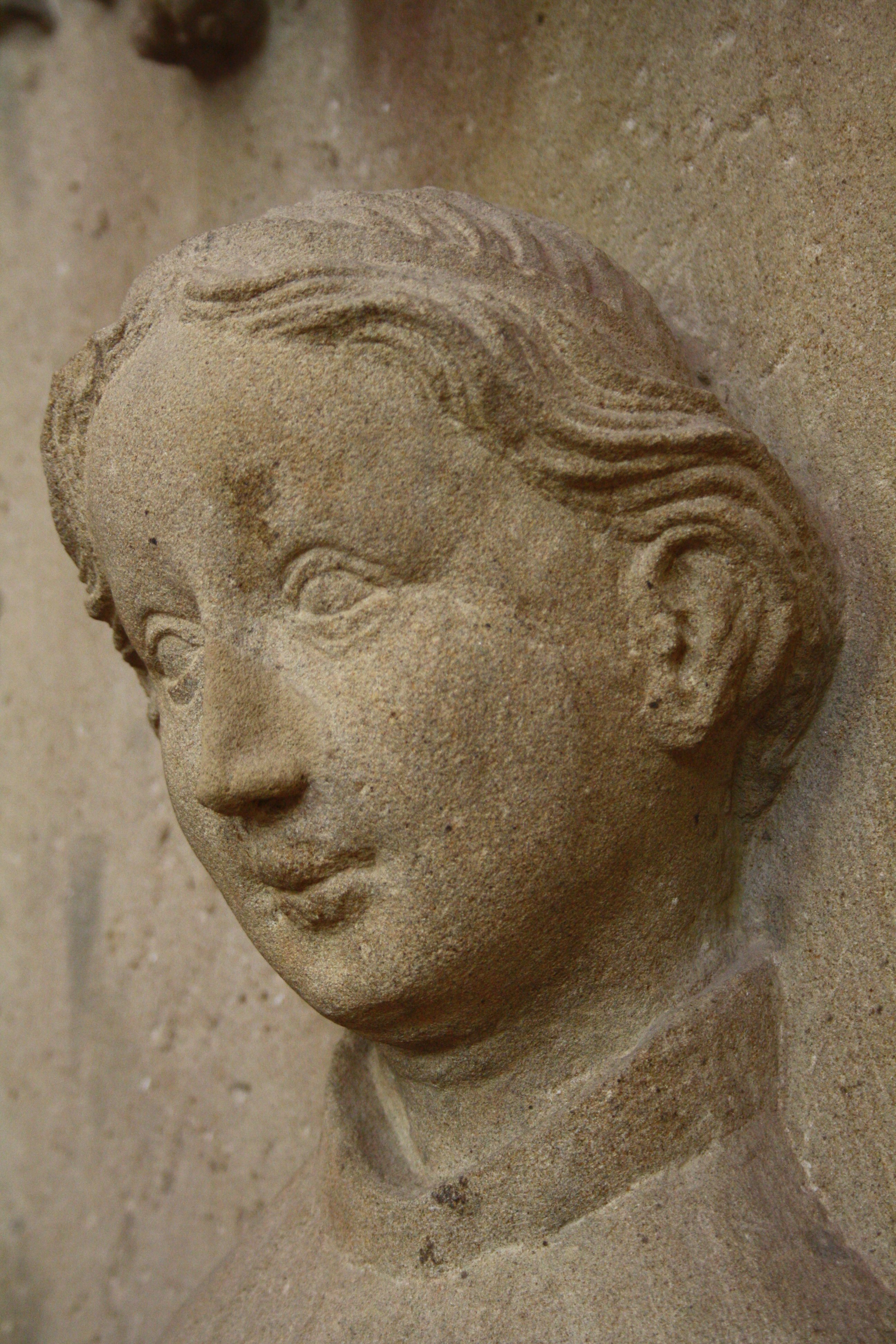
Epitaph der Anna von Dalberg, geborene von Bickenbach in der Katharinenkirche Oppenheim

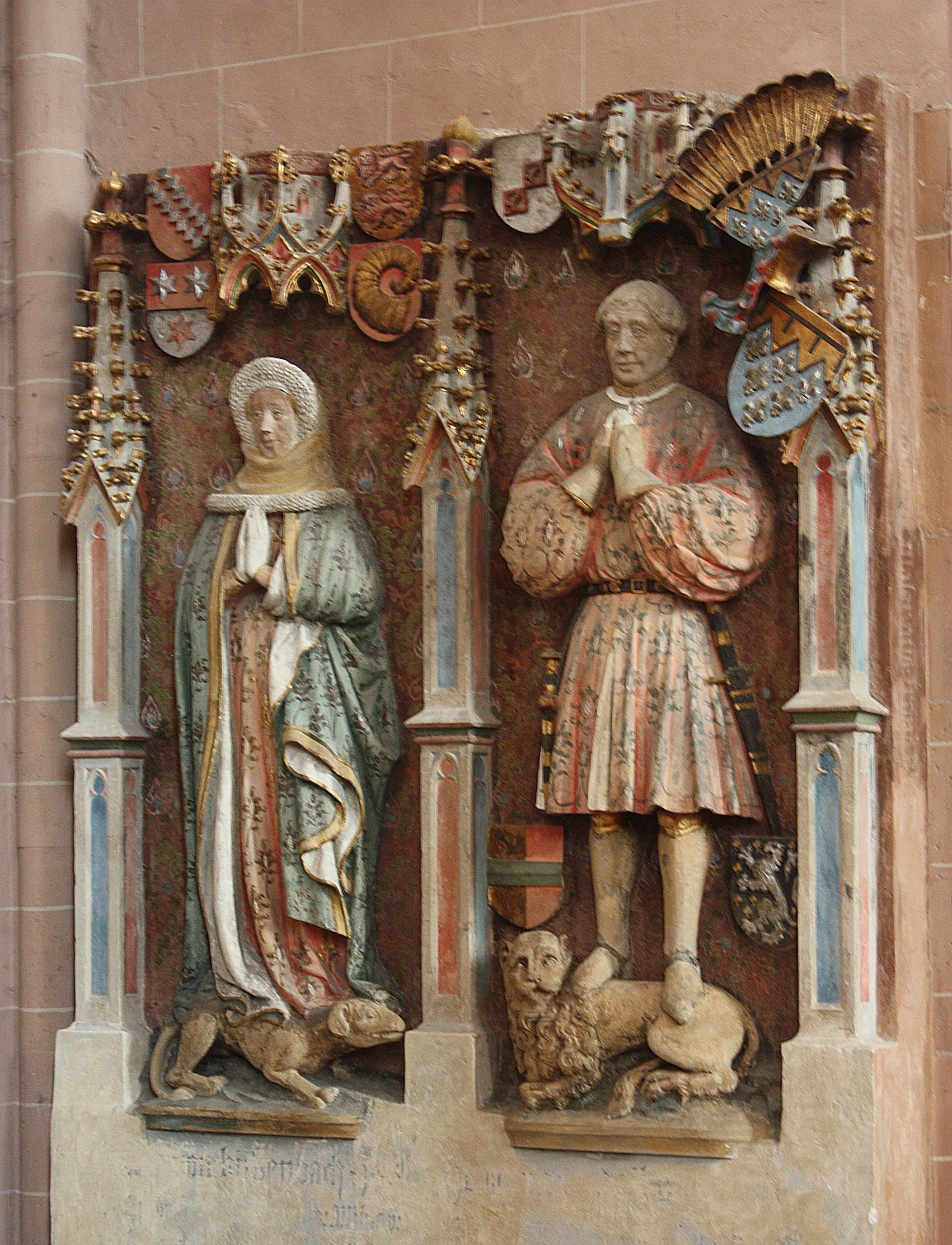
Epitaph mit den Porträtfiguren von Johann XI. Kämmerer von Worms und seiner zweiten Frau, Anna von Bickenbach, in der Katharinenkirche Oppenheim

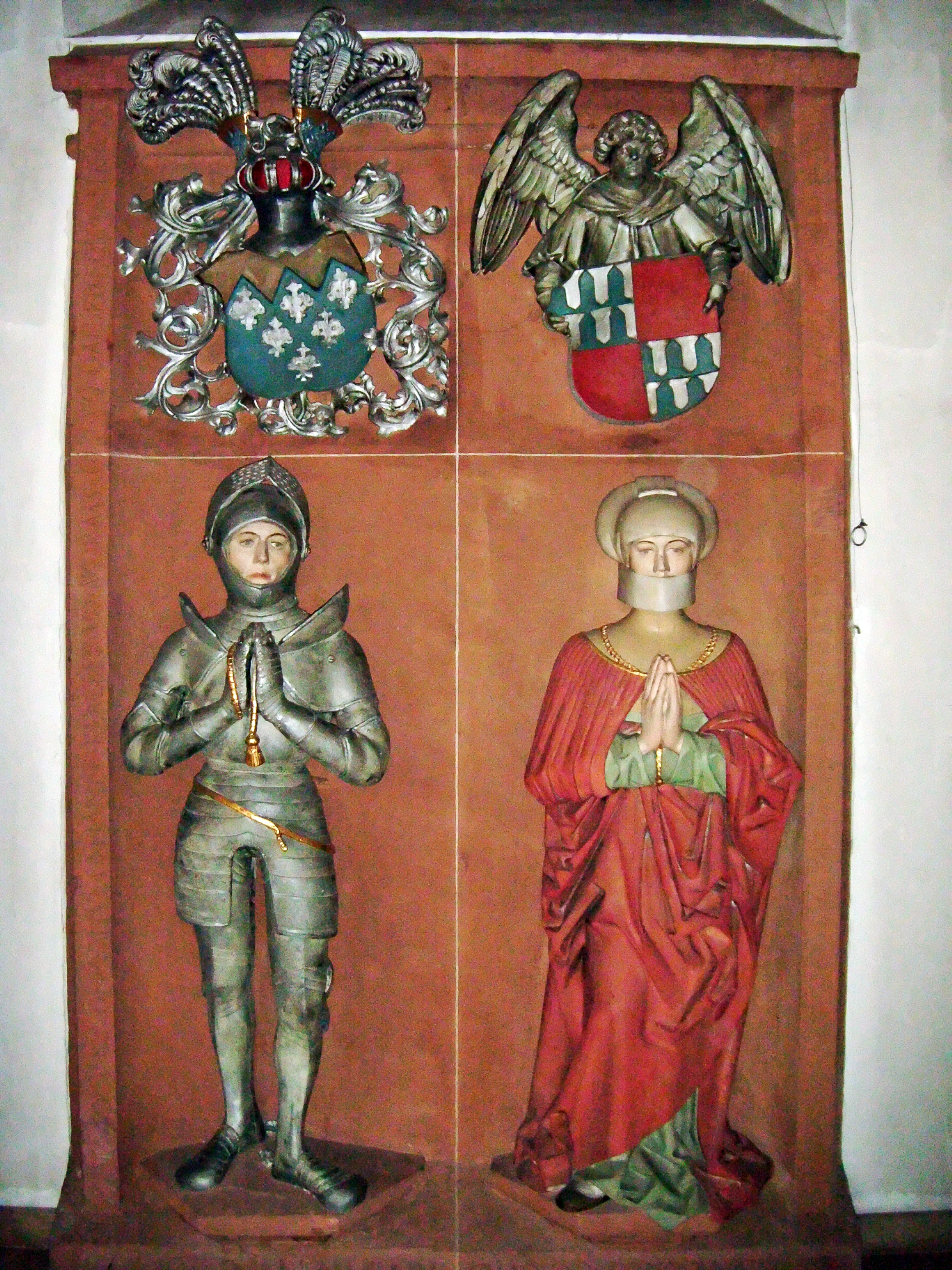
Epitaph von Johann XXII. Kämmerer von Worms, genannt zu Kropsburg († 1531) und seiner Frau, Katharina von Kronberg, (1510) in der Kirche Sankt Martin in Sankt Martin

Die Kämmerer von Worms waren ein altes deutsches Adelsgeschlecht vom Mittelrhein. Die Familie stellte einige hohe Funktionsträger im Heiligen Römischen Reich. Ihr bekanntester Zweig sind die  von Dalberg, die ab 1315 das Erbe einer älteren, dann erloschenen Familie von Dalberg auf Burg Dalberg antraten.

## Name
Die Familie nannte sich ab dem 13. Jahrhundert nach dem führenden Amt, das Familienmitglieder einnahmen, Kämmerer von Worms. Diese Funktion bezog sich auf das Bistum Worms, nicht die Stadt Worms und bildete bis zum Ende des Alten Reichs den zentralen Besitz einer sich mehrmals weit verzweigenden Familie. Um die Mitglieder dieser verschiedenen Zweige unterscheiden zu können, traten die Namen erworbener Burgen, die als „Stammsitze“ dienten, als Namensbestandteil hinzu, so etwa Waldeck, Herrnsheim, Kropsburg oder Dalberg. Die ursprüngliche Funktionsbezeichnung Kämmerer von Worms entleerte sich inhaltlich zunehmend und wurde zum Titel.

## Bedeutung
Die Familie ist seit dem 11. Jahrhundert nachweisbar und stammt wahrscheinlich von der Ministerialenfamilie von Rüdesheim ab, die in den Diensten des Erzbistums Mainz stand. Zuordnungen von Personen zu dieser Familie, die vor dieser Zeit lebten, wurden ohne jeden Beleg vorgenommen. Der Aufstieg der Familie begann, als Gerhard I. 1238 das Erbamt der Kämmerer des Bischofs von Worms erwarb. Sie gehörte zum reichsunmittelbaren Ritteradel und damit nicht zum Hochadel. Aber vielfach hielten Familienangehörige hohe politische Ämter im Heiligen Römischen Reich.
1367 schloss Dieter II. († 1371) mit Pfalzgraf Ruprecht II. ein Abkommen, das dem Pfalzgrafen die Burg Dalberg öffnete und ihn im Gegenzug verpflichtete, Dieter II. im Falle von Fehden beizustehen, ein Schritt in dem Prozess einer immer engeren Anbindung des Hauses Dalberg an die Kurpfalz.

Die Familie gliederte sich im Laufe der Zeit in mehrere Zweige. Der längst überlebende und historisch bedeutendste war der der Kämmerer von Worms, genannt von Dalberg, kurz: Dalberg. 

## Besitzungen
Durch das zentrale Lehen der Familie, das Amt des Kämmerer von Worms, hatten sie das Rügegericht in Worms und die Schutzherrschaft über die Juden in Worms inne. Ursprünglich gehörten sie auch zur städtischen Oberschicht in Worms. So war Dieter III. Kämmerer von Worms (genannt ab 1360; † 23. September 1398) 1387 Bürgermeister von Worms. Im Spätmittelalter sonderten sie sich davon aber zunehmend ab und lebten schließlich als Landadel. Wobei sie allerdings weiter immer mehrere Höfe in der Stadt besaßen.
Ab 1315 erwarben Johann III. Kämmerer von Worms und seine Nachkommen etappenweise bis zum Ende des 14. Jahrhunderts die Dalburg und die zugehörige Herrschaft, zu der die Dörfer Dalberg und Wallhausen gehörten. Gleiches gelang hinsichtlich der Kropsburg mit den zugehörigen Orten Sankt Martin, Maikammer und Winnweiler zwischen 1323 und 1439.
Dieter II. (genannt ab 1334; † 23. Juli 1371), ein Sohn von Johann III., heiratete Katharina († 8. Juli 1351), verwitwete von Scharffenstein, Tochter von Klaus und Nesa Salman zum Silberberg. Mit ihr kam umfangreicher Besitz in die Familie, im Rheingau, im linksrheinischen Hinterland von Mainz, darunter Lehen der Grafschaft Veldenz und des Reiches. Außerdem ein Burglehen in Oppenheim, ein Besitz, den die Familie in den folgenden Jahren ausbauen würde. Die wirtschaftliche Lage der Familie muss hervorragend gewesen sein: Dieter II. gelang es – überwiegend als „Pfand“ – die Burgen und Herrschaften Meistersel, Madenburg, Landeck, Bergzabern, Fleckenstein und Herrenstein in seine Hand zu bekommen. Ab 1420 hatten die Nachkommen von Dieter II. ein Starkenburger Mannlehen inne, zunächst von Kurmainz, später von der Kurpfalz, das Güter in Bensheim und im westlichen Odenwald umfasste. Als der letzte männliche Nachkomme von Dieter II. verstarb, ging das reiche Erbe größtenteils über verheiratete Töchter in andere Familien. Überwiegend nur die Mannlehen blieben in der Familie der Kämmerer von Worms, also vor allem der Besitz um Bensheim. Der Familie gelang es, weitere Herrschaften an sich zu bringen. Dazu zählten die Herrschaften Heßloch, Herrnsheim mit Abenheim, beides Lehen von den Grafen von Leiningen, und die Herrschaft Gabsheim.
Die Herrschaft der Kämmerer von Worms stellt sich im ausgehenden Mittelalter als ein vielfach zersplitterter Streubesitz zwischen Koblenz im Norden, Neuweiler im Süden, dem Odenwald im Osten und Landstuhl im Westen dar. Häufig traten Dalberger als Kreditgeber auf. Die Familie war reich.
Wolfgang V. (* 1469 oder 1470; † 24. Februar 1549) heiratete 25. Mai 1495 Elisabeth, Erbtochter von Eberhard Vetzer von Geispitzheim, der 1520 starb. Da das Familienvermögen der Vetzer von Geispitzheim mangels männlicher Erben an Elisabeth und ihre drei Schwestern aufgeteilt wurde, brachte sie ein erhebliches Vermögen in die Familie ihres Mannes ein.

## Wappen
Die Wappen der Kämmerer von Worms enthalten immer sechs silberne Lilien. Einzelne Familienzweige fügten weitere Attribute hinzu.